# People (Howard Jones)
People è il settimo album di Howard Jones, pubblicato dalla Ark 21 Records nel 1998.
L'album venne pubblicato l'anno precedente col titolo Angels & Lovers esclusivamente sul mercato giapponese, che includeva due tracce, Angels & Lovers e When Lovers Confess, non presenti sulla versione internazionale. Questa versione include tre tracce aggiuntive rispetto alla versione giapponese, Tomorrow Is Now, Everything, e Let the People Have Their Say.
La versione per il mercato europeo include una differente versione della traccia 4.

## Tracce
1. You're the Buddah (Howard Jones) – 4:34
2. Tomorrow Is Now (Bassett, Jones, Jane Wiedlin) – 3:50
3. Everything (Paul Jefferson, Jones, Swirl) – 3:47
4. Let the People Have Their Say (Deasy, Jones, Andy Ross) – 4:23
5. If You Love (Ross) – 4:36
6. Sleep My Angel (Jones) – 4:30
7. We Make the Weather (Jones) – 5:15
8. Back in Your Life (Jones) – 5:11
9. Wedding Song (Jones) – 4:41
10. Dreamin' On (Jones) – 3:30
11. Let Me Be the First to Know (Jones) – 5:14
12. Nothing to Fear (Jones) – 6:54
13. Not One of the Lonely Tonight (Jones) – 6:53